# كرودو
كرودو هي كومونا في مقاطعة فربانو كوزيو أوسولا في منطقة بيدمونت الإيطالية، وتقع على بعد حوالي 140 كيلومتر (87 ميل) شمال شرق تورينو وحوالي 35 كيلومتر (22 ميل) شمال غرب فيربانيا.

## نبذة
اعتبارًا من 31 ديسمبر 2004، كان عدد سكانها 1,487 نسمة ومساحتها 61.8 كيلومتر مربع (23.9 ميل2). بلدية كرودو تحتوي على فرازيوني (التقسيمات الفرعية، القرى والنجوع بشكل رئيسي) ألبيانو، رينسيو، مولينيتو، ساليتشيو (أو باني)، كرافيغنا، فيغنو، إيمو، موزيو، فيسينو، موندي، روفالو، كوجا، فوبيانو، كواتيجنو، براتشيو، ماجليوج. بريبيانا، جارينا. يحد كرودو البلديات التالية: باسينو، فارزو، مونتيكريستيس.

## الجغرافية

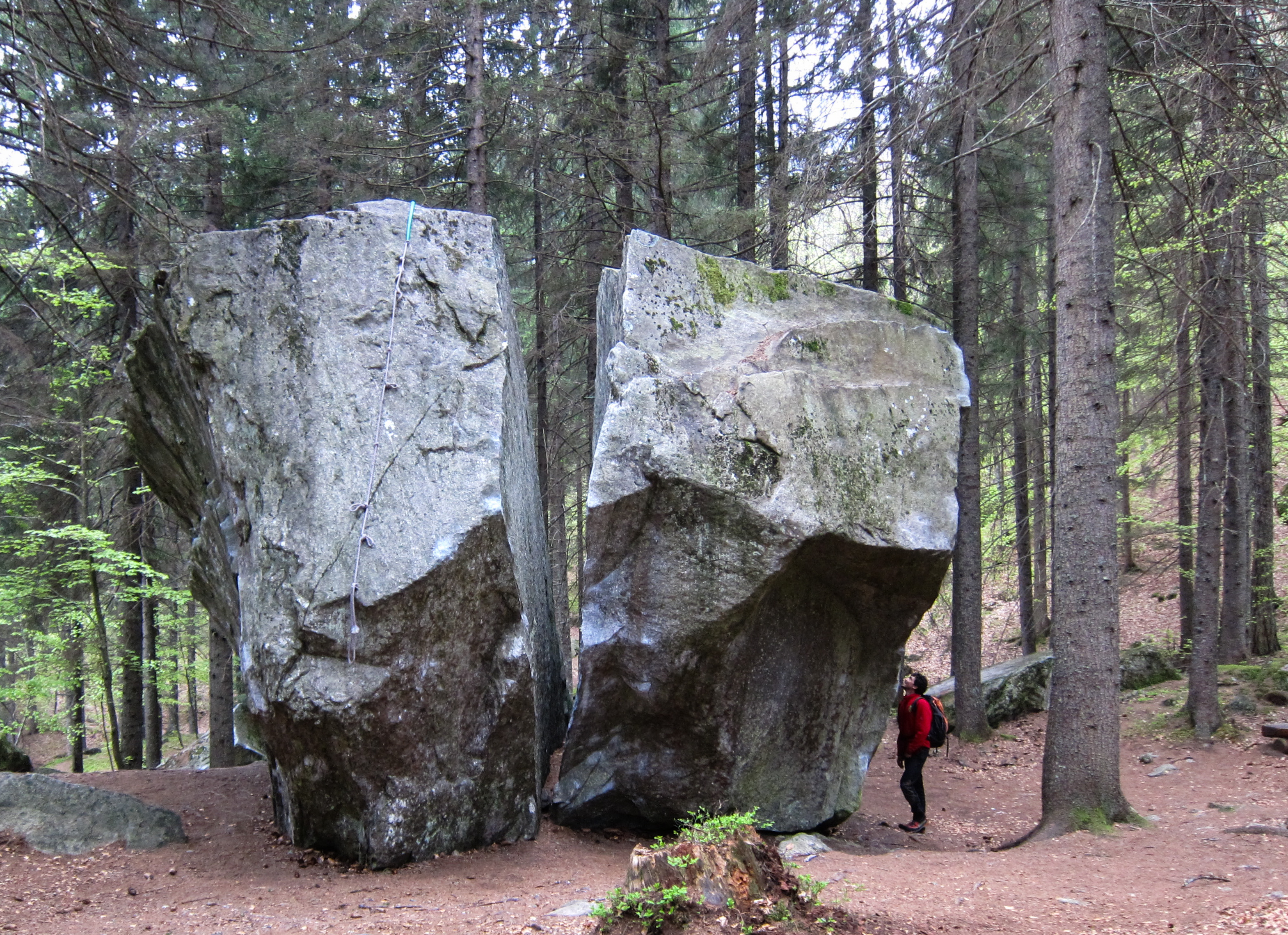
منظر للساس فيندي الشهير

يوجد في منطقة Foppiano of Crodo غابة تشتهر بالعديد من الصخور التي تم العثور عليها بين الأشجار.
في الواقع، تعد المنطقة بقعة تسلق سيئة السمعة بين متسلقي الصخور وأصبحت صخرة «ساس فيندي» رمزًا لهذا المكان. يشتهر الوادي بالتسلق منذ أواخر التسعينيات بسبب التجمعات والمسابقات العديدة التي تم تنظيمها هناك.

## الروابط الخارجية
- www.comune.crodo.vb.it/